# Джумра (Енидже Вардар)
Джумра (на гръцки: Τζουμρα, на турски: Çumra, в превод от персийски: този, който изгуби пътя) е традиционен стар християнски квартал на македонския град Енидже Вардар (Па̀зар), Гърция. Намирал се е в източната част на града, днес приблизително южната част на квартал „Сфагия“, на юг от Бучава и на изток от Зир махала.

## История
В края на XIX век в махалата живеят по-богатите християни в 131 къщи. През нея преминават улиците към чешмата на Бучава, „Калайджи“, чифлика на Аки Якуб, „Каранлик баба“ и други.
Георги Божков пише в спомените си:
| „ | “Джумра махала” беше свързана с “Бюруклена” и населена с българи. Гъркоманите бяха малко. Тук беше гръцкото класно училище, където отначало учеха 5-6 стотин деца. В тая махала живееха предимно учителите дошли от други градове... В “Джумра махала” живееше и единствения грък в града, д-р Николи от Янина, в нея беше и протестантската (евангелистка) църква, с главен проповедник Зърнев от Воден. В нея беше и кафенето на Тодор Гоцев, който се държеше от братя Говедарчеви, Христо и Томо, които като революционери умряха по затворите. В техната къща отсядаха само учители и учителки. Кафенето им се посещаваше само от българи и то интелигентни. Играеха домино, табла, карти, табла и жаба. Имаше вестници и списания, най-много се четеше в. “Право”. Кафенето граничеше с големия явор, който имаше над 1000 години. | “ |